# Кицкани (Васлуј)
Кицкани (рум. Chițcani) насеље је у Румунији у округу Васлуј у општини Костешти. Oпштина се налази на надморској висини од 141 m.

## Становништво
Према подацима из 2002. године у насељу је живело 400 становника, од којих су сви румунске националности.